# Catalunya Ràdio SRG
Catalunya Ràdio SRG (SRG pour Servei de Radiodifusió de la Generalitat de Catalunya) est une société anonyme créée en 1983 par la Généralité de Catalogne afin de gérer les stations de radio publiques fondées par la Généralité. 
Filiale de la Corporació Catalana de Mitjans Audiovisuals, elle fusionne le 25 juin 2013, pour des raisons économiques et financières, avec Televisió de Catalunya au sein même de la entité,.
Catalunya Ràdio SRG gère les stations comme Catalunya Ràdio, Catalunya Música, Catalunya Informació et ICat.

### Sources et bibliographie
- (ca) Teresa Miralles et Raquel Vizcaya, El Departament de Documentacióde Catalunya Ràdio, 2002, 5 p. (lire en ligne), p. 51-55.
- (ca) Memòria anual 2013, Barcelone, CCMA, 2014, 204 p. (lire en ligne).